# Joe Williams
Joe Goreed, artísticamente conocido como Joe Williams (Cordele, Georgia, 12 de diciembre de 1918-Las Vegas, 29 de marzo de 1999) fue un cantante estadounidense de jazz.

## Biografía
Vivió en Chicago ya desde niño bajo la atención de su madre y abuela, rodeado del mundillo del jazz, blues y gospel. En la década de 1930, formó parte de los "The Jubilee Boys" y cantó en las iglesias de la ciudad, donde trabajó también como portero a finales de la década y principios de los años 1940. 
En 1943, fue contratado por la orquesta de Lionel Hampton, con la que realizó varias giras en los años siguientes, aunque no llegó a alcanzar un gran éxito.
Su llegada a la popularidad se produjo cuando se convirtió en el cantante de la orquesta de Count Basie en 1954, orquesta en la que permanecería durante varios años. Su gran éxito fue "Everyday I have the Blues".
Tras dejar la orquesta de Basie, Williams siguió teniendo éxito trabajando con su propio combo de jazz, aunque realizó apariciones esporádicas con Basie.

## Selección discográfica
Verve Records
- 1956 Count Basie Swings, Joe Williams Sings
- 1957 One O'Clock Jump
- 1958 A Man Ain't Supposed to Cry
- 1963 Jump for Joy
- 1964 Me and the Blues
- 1966 Presenting Joe Williams and the Thad Jones/Mel Lewis Jazz Orchestra
- 1973 Joe Williams Live
- 1985 I Just Wanna Sing
- 1993 Live at Orchestra Hall, Detroit
- 1993 Every Day: The Best of the Verve Years
- 1997 The Best of Joe Williams: The Roulette, Solid State & Blue Note Years
- 1998 One for My Baby
- 1999 Ultimate Joe Williams
- 2001 The Heart and Soul of Joe Williams and George Shearing
- 2002 The Definitive Joe Williams

Delos Records
- 1984 Nothin' but the Blues